# Funambulus tristriatus
Funambulus tristriatus är en däggdjursart som först beskrevs av Waterhouse 1837.  Funambulus tristriatus ingår i släktet Funambulus och familjen ekorrar. IUCN kategoriserar arten globalt som livskraftig.
Artepitet i det vetenskapliga namnet är bildat av de latinska orden tri (tre) och striatus (strimmig).
Arten blir 11,5 till 18 cm lång (huvud och bål) och har en ungefär lika lång svans. Vikten varierar mellan 45 och 215 g. Pälsen har på ovansidan en blek gråbrun till svartaktig färg. Kännetecknande är tre längsgående ljusa strimmor. Huvudet har en rödbrun till gråbrun färg.
Inga underarter finns listade i Catalogue of Life. Wilson & Reeder (2005) skiljer mellan två underarter.
Denna ekorre förekommer i sydvästra Indien i bergstrakten Västra Ghats. Arten når där 2100 meter över havet. Habitatet utgörs av varma städsegröna skogar samt av stadsparker och trädodlingar. Individerna är aktiva på dagen och klättrar i växtligheten eller går på marken. Honor kan para sig hela året och per kull föds i genomsnitt 2,6 ungar.
Varje individ bygger ett bo av kvistar och av andra växtdelar som placeras i träd. Födan utgörs av blommor, frukter, bark, unga växtskott och frön samt smådjur som insekter och deras larver. Fortplantningssättet antas vara lika som hos andra arter av samma släkte.